# Daði Freyr Pétursson
Daði Freyr Pétursson, född 30 juni 1992 i Reykjavik, är en isländsk musiker. Han är även känd under namnen Daði Freyr och Daði.
Tillsammans med bandet Gagnamagnið skulle han ha representerat Island i Eurovision Song Contest 2020 med låten "Think About Things". Efter att sångtävlingen ställts in, till följd av coronavirusutbrottet, deltog Daði och låten istället i den svenska ersättningstävlingen Sveriges 12:a, som man vann.
Daði och Gagnamagnið representerade Island vid Eurovision Song Contest 2021 i Rotterdam med låten 10 Years. Bandet kom på fjärde plats. 

## Biografi
Daði är född i Reykjavik men vid ett års ålder flyttade han med familjen till Danmark och bodde där i åtta år innan de återvände till Island. Familjen bodde sedan i Suðurland och Laugaland innan de slog sig ner i Ásahreppur. Han har en examen i sociologi och en Bachelor of Arts i ljudproduktion från Berlin.
År 2017 tävlade han och Gagnamagnið i Islands uttagning till Eurovision, Söngvakeppnin, med bidraget "Hvað með það?" ("Is This Love?"). Låten kom på andra plats efter Svala Björgvinsdóttir som vann med låten "Paper".
Han är bosatt i Berlin med sin hustru Árný Fjóla Ásmundsdóttir som spelar i Gagnamagnið. Paret har två döttrar födda 2019 respektive 2021.
Han är 2,08 meter lång.